# 3501 Olegiya
3501 Olegiya este un asteroid din centura principală, descoperit pe 18 august 1971 de Tamara Smirnova.